# Låptåvákkjávrre
Låptåvákkjávrre, enligt tidigare ortografi Låptåvakkjaure, är en sjö i Jokkmokks kommun i Lappland och ingår i Luleälvens huvudavrinningsområde. Sjön har en area på 2,22 kvadratkilometer och ligger 961 meter över havet. Låptåvákkjávrre ligger i Sarek Natura 2000-område. Sjön avvattnas av vattendraget Tjuoldajåhkå.

## Delavrinningsområde
Låptåvákkjávrre ingår i det delavrinningsområde (745132-156494) som SMHI kallar för Utloppet av Låptåvakkjaure. Medelhöjden är 1 162 meter över havet och ytan är 21,48 kvadratkilometer. Det finns inga avrinningsområden uppströms utan avrinningsområdet är högsta punkten. Tjuoldajåhkå som avvattnar avrinningsområdet har biflödesordning 4, vilket innebär att vattnet flödar genom totalt 4 vattendrag innan det når havet efter 335 kilometer. Avrinningsområdet består mestadels av kalfjäll (88 procent). Avrinningsområdet har 2,23 kvadratkilometer vattenytor vilket ger det en sjöprocent på 10,4 procent. Delavrinningsområdet täcks till 1,65 procent av glaciärer, med en yta av 0,3544 kvadratkilometer.